# MHB-200
MHB-200 er en guitarmodel i ESP og LTDs Baritone-serie. Delvist pga. pick-up'erne og delvist pga. det er en baritone, har guitaren en dyb, dyster og meget aggressiv lyd.
At guitaren er Baritone, betyder at dens gribebræt er hele 27", mod de almindelige 24" til 25". Dette bevirker også at guitaren er bedst egnet til at være stemt i H-H, frem for standard (E-E). Gribebrættet består af 3-lags ahorn og rosentræ, hvor ahorn er kendt som en af de mest optimale træsorter inden for akustik. Selve guitarkroppen er af agathistræ.
Guitaren har 2 passive EMG-HZ H-4 pick-up'er, der supplerer til guitarens aggressive lyd. Pick-up'erne kan kontrolleres med en 3-vejs toggle, hvilket betyder at du enten kan:
- Slå den øverste pick-up fra
- Slå den nederst pick-up fra
- Eller bruge begge pick-up'er samtidig

Alt afhængigt af hvad man vælger bliver lyden lysere eller dybere. Udover den nævnte 3-vejs toggle har den også volume- og tone-knapper.